# Dipcadi ursulae
Dipcadi ursulae là một loài thực vật có hoa trong họ Măng tây. Loài này được Blatt. mô tả khoa học đầu tiên năm 1928.